# Кубок Нідерландів з футболу 2009—2010
Кубок Нідерландів з футболу 2009–2010 — 92-й розіграш кубкового футбольного турніру в Нідерландах. Володарем кубка став Аякс.

## Календар
| Раунд        | Дата                           | Матчі | Клуби   |
| ------------ | ------------------------------ | ----- | ------- |
| Перший раунд | 29 серпня 2009                 | 24    | 88 → 64 |
| 1/32 фіналу  | 22-24 вересня 2009             | 32    | 64 → 32 |
| 1/16 фіналу  | 27-29 жовтня 2009              | 16    | 32 → 16 |
| 1/8 фіналу   | 21 грудня 2009 - 16 січня 2010 | 8     | 16 → 8  |
| 1/4 фіналу   | 27 січня 2010                  | 4     | 8 → 4   |
| 1/2 фіналу   | 24-25 березня 2010             | 2     | 4 → 2   |
| Фінал        | 25 квітня/6 травня 2010        | 2     | 2 → 1   |

## 1/16 фіналу
| Команда 1                | Рахунок      | Команда 2                 |
| ------------------------ | ------------ | ------------------------- |
| 27 жовтня 2009           |              |                           |
| Де Трефферс (3)          | 1:6          | НАК Бреда                 |
| Гоу Егед Іглс (2)        | 4:2 дч       | Еммен (2)                 |
| Гелмонд Спорт (2)        | 5:0          | АСВГ (3)                  |
| Гераклес (Алмело)        | 3:0          | Гарлем (2)                |
| Де Графсхап (юніори) (Ю) | 3:0 дч       | Зволле (2)                |
| Спарта (Роттердам)       | 1:1 пен. 5:4 | ВВВ-Венло                 |
| Феєнорд                  | 2:0          | Ден Босх (2)              |
| 28 жовтня 2009           |              |                           |
| АЗ                       | 5:2 дч       | Спакенбург (3)            |
| Бароні (3)               | 1:0 дч       | Ексельсіор (Масслейс) (3) |
| Твенте                   | 3:0          | Капелле (3)               |
| Гемерт (3)               | 2:2 пен. 5:6 | ВГК Везеп (3)             |
| Неймеген                 | 2:1 дч       | Ексельсіор (2)            |
| Геренвен                 | 4:2          | Росендал (2)              |
| Вітессе                  | 1:5          | Гронінген                 |
| Рода                     | 0:2          | ПСВ                       |
| 29 жовтня 2009           |              |                           |
| Дордрехт (2)             | 1:2 дч       | Аякс                      |

## 1/8 фіналу
| Команда 1                | Рахунок | Команда 2          |
| ------------------------ | ------- | ------------------ |
| 21 грудня 2009           |         |                    |
| Гераклес (Алмело)        | 0:2     | Гоу Егед Іглс (2)  |
| 22 грудня 2009           |         |                    |
| Бароні (3)               | 0:5     | Спарта (Роттердам) |
| Феєнорд                  | 1:0     | АЗ                 |
| 23 грудня 2009           |         |                    |
| ВГК Везеп (3)            | 1:14    | Аякс               |
| Гронінген                | 0:2     | Неймеген           |
| Твенте                   | 3:0     | Гелмонд Спорт (2)  |
| Де Графсхап (юніори) (Ю) | 0:2 дч  | НАК Бреда          |
| 16 січня 2010            |         |                    |
| Геренвен                 | 1:3     | ПСВ                |

## 1/4 фіналу
| Команда 1          | Рахунок | Команда 2         |
| ------------------ | ------- | ----------------- |
| 27 січня 2010      |         |                   |
| Аякс               | 3:2 дч  | Неймеген          |
| НАК Бреда          | 1:2     | Гоу Егед Іглс (2) |
| Спарта (Роттердам) | 0:4     | Твенте            |
| ПСВ                | 0:3     | Феєнорд           |

## 1/2 фіналу
| Команда 1         | Рахунок | Команда 2 |
| ----------------- | ------- | --------- |
| 24 березня 2010   |         |           |
| Феєнорд           | 2:1     | Твенте    |
| 25 березня 2010   |         |           |
| Гоу Егед Іглс (2) | 0:6     | Аякс      |

## Фінал
| Команда 1               | Заг. | Команда 2 | 1-й матч | 2-й матч |
| ----------------------- | ---- | --------- | -------- | -------- |
| 25 квітня/6 травня 2010 |      |           |          |          |
| Аякс                    | 6:1  | Феєнорд   | 2:0      | 4:1      |

### Перший матч
| 25 квітня 2010 19:00 (EEST) |

| Аякс           | 2:0      | Феєнорд |
| -------------- | -------- | ------- |
| де Йонг 6', 7' | Протокол |         |

| Амстердам-Арена, Амстердам Глядачів: 37 283 Арбітр: Ерік Брамхар |

### Повторний матч
| 6 травня 2010 19:30 (EEST) |

| Феєнорд      | 1:4      | Аякс                            |
| ------------ | -------- | ------------------------------- |
| Томассон 72' | Протокол | Суарес 4', 82' де Йонг 64', 77' |

| Феєнорд, Роттердам Глядачів: 35 000 Арбітр: Релоф Луїнге |